# クロヅル (植物)
クロヅル（黒蔓・昆明山海棠、学名: Tripterygium regelii）とはニシキギ科クロヅル属の落葉つる性木本。山地に生える。雌雄同株。別名、ベニヅル、サイゴククロヅル。中国名は、東北雷公藤。

## 特徴
幹の直径は15ミリメートル (mm) になり、地表の他の植物を這い、ときに高木に巻きつき、這い上がることもある。若いつる（今年枝）は黄褐色または赤褐色、前年枝は濃紫褐色で、より古い枝はしだいに灰色になる。樹皮の古いものは暗赤色で、太くなると縦に裂けてくる。つるは上から見て左巻き（Z巻き）に巻き付く。
葉は葉柄をもって茎に互生し、年枝ごとに4 - 10枚はえる。葉の形は卵形から楕円形で、葉先は急鋭頭、基部は浅心形からくさび形、縁は鈍鋸歯になる。葉身は長さ5 - 15センチメートル (cm) 、幅4 - 10 cmで、両面とも無毛。
花期は7 - 8月。枝先に円錐花序をつける。花は径6 mmで緑白色。果実は幅、長さとも12 - 18 mmの翼果で淡緑色から淡緑紅色を帯びる。
冬芽は互生し、円錐形で先が尖り、芽鱗は4 - 6枚で枝と同色である。葉痕は半円形で、維管束痕は1個つく。

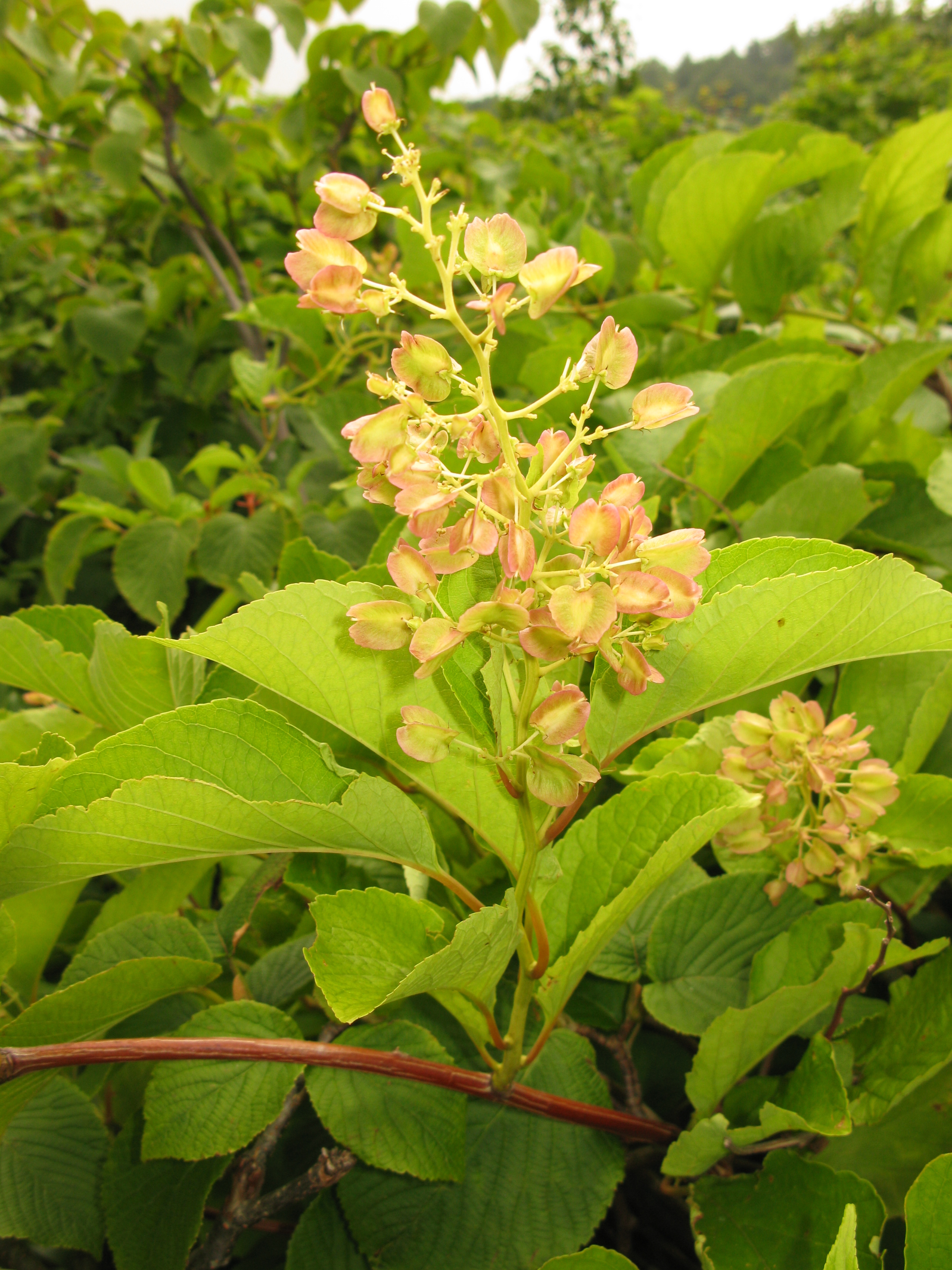
果実

## 分布と生育環境
日本では、本州の東北地方から兵庫県の日本海側、および奈良県、四国ならびに九州に、東アジアでは、朝鮮半島および中国東北部に分布する。温帯の山地稜線、林縁、林内に自生する。

## 近縁種、利用
中国などには近縁種タイワンクロヅル Tripterygium wilfordii が分布する。
タイワンクロヅルの根を加工した生薬は雷公藤（らいこうとう; レイコントン（léigōngténg））の名で知られ、関節リウマチなど炎症性疾患の妙薬とされる。
クロヅルにも薬効があり、葉や蔓を乾燥して生薬に用いるともいう。